# Познанський імператорський замок
Познанський імператорський замок (пол. Zamek Cesarski w Poznaniu, нім. Königliches Residenzschloß Posen) — найважливіша будівля Імператорського округу у Познані, яку було споруджено для останнього німецького імператора та прусського короля Вільгельма II. Замок спроєктував німецький архітектор Франц Швехтен, однак багато елементів було внесено із врахуванням побажань Вільгельма II. Імператор особисто узгоджував детальний план своєї нової резиденції.

## Історія

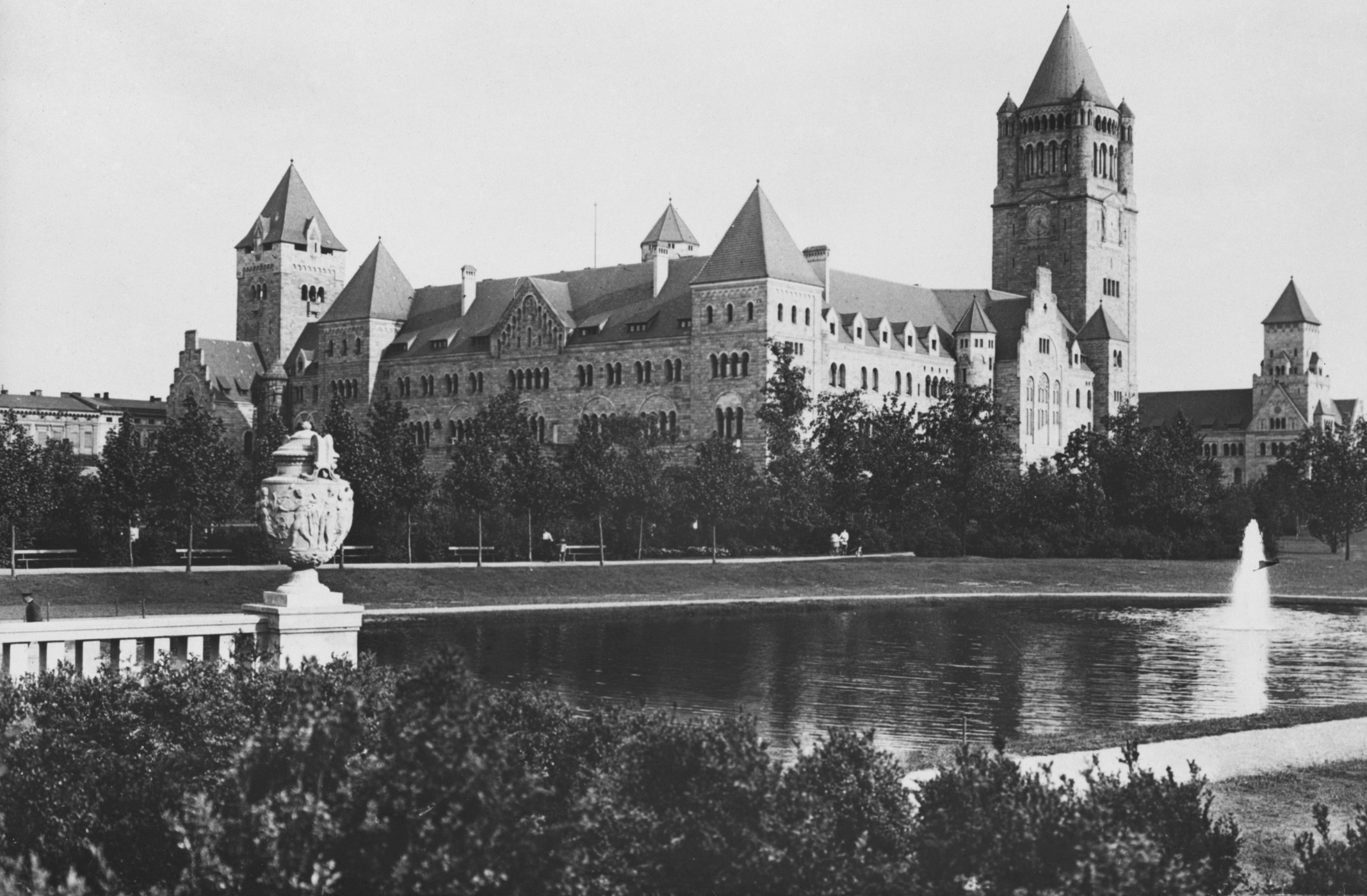
Замок на довоєнній світлині

Будівництво розпочалося у 1905 році (підготовчі роботи здійснювалися ще в 1904 році), а вже через п'ять років, 21 серпня 1910 року, архітектор особисто вручив ключі імператору, під час його візиту до Познані. Вдруге імператор побував тут з нагоди відкриття замкової каплиці — 27 серпня 1913 року. Вартість будівництва була високою, як на той час, і становила 5 мільйонів марок. Першим і єдиним бурграфом замку у 1906—1918 роках став поморський зем'янин Богдан Гуттен-Чапський.

Під час боїв великопольського повстання у залах замку містилися кухні з потужними печами, які готували страви для повстанців.
Після повстання замок перейшов у державну власність. У 1921 році урядовою постановою його передали у розпорядження Глави держави, а згодом Президента. Протягом періоду свого існування в ньому розміщувалося польське Міністерство у справах колишнього прусського округу, завданням якого було об'єднати Великопольщу з іншими землями відродженої держави. У замку також розміщувалися деякі кафедри Познанського університету, студентські та скаутські організації та редакції кількох журналів.
У 1939 році, майже одразу після початку бойових дій, було прийнято рішення про перебудову колишньої імператорської резиденції на резиденцію Адольфа Гітлера і намісника Райхсгау Вартеланд Артура Грайзера. Підготовку проєктів доручили Францу Бьомеру. Внаслідок цього рішення, участь у прийнятті якого взяв особистий архітектор Гітлера Альберт Шпеєр, було ґрунтовно змінено внутрішній вигляд приміщень та їх функції. Усім найважливішім кімнатам було надано тоталітарного стилю архітектури Третього Рейху. На місці колишньої каплиці було облаштовано особистий кабінет Гітлера, з балконом (обігрівався електрично), з якого фюрер мав приймати паради. Кабінет було облаштовано ідентично до його відповідника у Рейхсканцелярії у Берліні (його інтер'єр залишається незмінним донині і часто відіграє роль декорацій у фільмах). Також було розпочато ґрунтовну перебудову Тронної кімнати, яка мала слугувати місцем зустрічей. Новий, репрезентаційний вхід було вибито у південному фасаді. Під подвір'ям з боку вулиці Святого Мартина було побудувано протиповітряне сховище на 375 осіб. Триваючу перебудову було перервано директивою Гітлера у 1943 році, пов'язаною з провалами Німеччини на Східному фронті. Немає жодних доказів того, що Гітлер коли-небудь бував у Познані.
Після капітуляції цитаделі 23 лютого 1945 року в замку було створено транзитний табір для німецьких військовополонених, а згодом у комплексі розміщувались казарми Польської народної армії.
У повоєнний період, зважаючи на асоціювання будівлі із періодами поділу Речі Посполитої та нацистською окупацією, розглядалася можливість знесення будівлі. Однак у підсумку (головним чином через дефіцит фінансових ресурсів) було прийнято рішення обмежитися вилученням більшості нацистських символів та розбиранням пошкодженого верхнього поверху годинникової вежі. У 1950 році варшавський архітектор Болеслав Шмідт розробив концепцію глибокої перебудови замку, яку втім було реалізовано лише частково (створено нові інтер'єри для Блакитної та Мармурової зал). Причиною відмови від подальшої реконструкції за проєктом Шмідта може бути його сприйняття познанською архітектурною спільнотою як приїжджого із Варшави.
У 1948 році замок було перейменовано на Нову ратушу і він став резиденцією Міської народної ради, а з 1962 року — Палацу культури. Серед іншого, тут діяла Зала традицій молодіжного руху. У 1979 році Імператорський замок було внесено до реєстру пам'яток як культурне надбання.

## Сучасність
Нинішнім господарем та адміністратором будівлі є Центр культури «Замок». У тронній залі міститься Велика зала, а в деяких приміщеннях знаходяться виставкові та концертні зали. Замок також є резиденцією багатьох установ, у тому числі Театру анімації та Центру дитячої творчості. В літній сезон на замкових подвір'ях часто проводяться концерти, театралізовані вистави та кінопокази. Обговорюється відбудова зруйнованої частини вежі.
З 2002 року замок є головним місцем мистецьких презентацій в рамках Міжнародного триєнале скульптури. У червні того ж року у партері замку зі сторони вулиці Святого Мартіна було відкрито Музей Познанського повстання 1956 року. У 2010 році відбулося урочисте святкування 100-ліття будівлі. Також у 2010 році розпочалася реконструкція комплексу Великої зали. Роботи було завершено під кінець 2012 року.

## Архітектура
На момент завершення будівництва замок характеризували такі числа:
- 585 кімнат;
- вежа висотою 75 м;
- площа основної будівлі — 25 127,10 м²;
- площа використовуваних приміщень — 13 501,31 м²;
- вага імператорського (подвійного) трону — 3,5 тонни.

Замок побудовано на плані нерегулярного багатокутника у неороманському стилі, який імператор вважав найбільш германським і найкраще репрезентатуючим величність Священної Римської імперії. За задумом нова резиденція мала підтвердити приналежність Великопольщі до Рейху. Головний корпус, розташований у південній частині, складався з двох крил — західного, яке було більшим та містило житлові приміщення, та східного, в якому знаходилися репрезентаційні кімнати. На першому поверсі західної частини знаходилися кімнати маршалка двору, гофмейстерки та інших членів імператорської свити. Другий поверх займали апартаменти імператорської пари та приватна каплиця (спроєктована у візантійському стилі Августом Оеткеном), розташована у вежі. Вхід, призначений тільки для імператора, знаходився у західному фасаді вежі, звідки сходи вели безпосередньо на другий поверх. Спальню імператора та імператриці з'єднував коридор зі статуями чотирьох правителів: Геро, Оттона І, Фрідріха Барбаросси та Владислава II Вигнанця. Третій поверх призначався для спадкоємця престолу (так звані княжі кімнати). Більшість кімнат була сполученою з фоє, яке розміщувалося навколо внутрішнього подвір'я. Найвеличнішою кімнатою репрезентаційного крила була Тронна зала, яка нагадувала візантійські базиліки. З трьох боків вона освітлювалася великими вікнами, які оточували оперті на колони аркади. Поміж арками розміщувалися вісім статуй, які зображували німецьких імператорів, а у заглибленні центральної аркади — імператорський трон в орієнтальному стилі. Над арками знаходилися галереї для гостей та оркестру. Вхід до цієї частини замку здійснювався зі сторони вулиці Валової (в наш час — вулиця Костюшки). З тильної сторони замку, у напрямку до вулиці Берлінської (зараз — вулиця Фредри) знаходився сад, який із сходу та півночі замикали приміщення для прислуги, стайня, гаражі та возовня. На подвір'ї замку донині зберігся «Фонтан левів», який було споруджено за зразком фонтана з Патіо де лос Леонес в Альгамбрі у Гренаді. Від вулиці святого Мартина головний будинок відділяло подвір'я, оточене кованою огорожею.
Розташування будівлі також не було випадковим. Після знесення фортеці, було прийнято рішення перетворити Познань у місто-резиденцію. На вирівняних валах, на виході з Берлінської брами, яка була головним входом до міста з моменту побудови залізничного вокзалу в Єжицях, було прийнято рішення про створення Імператорського округу. Її спроєктував один з найвидатніших європейських урбаністів того часу — Йозеф Штюббен. До складу комплексу увійшли:
- будівля Головної пошти;
- Кредитне земство;
- Колегіум Маюс;
- Аула університету імені Адама Міцкевича;
- Колегіум Мінус;
- Колегіум Юрідікум;
- Опера;
- будинок Музичної академії;
- Костел Найсвятішого Спаса у Познані;
- та власне Імператорський замок поблизу якого (на нинішній площі Міцкевича) стояв пам'ятник Отто фон Бісмарку.

## Світлини

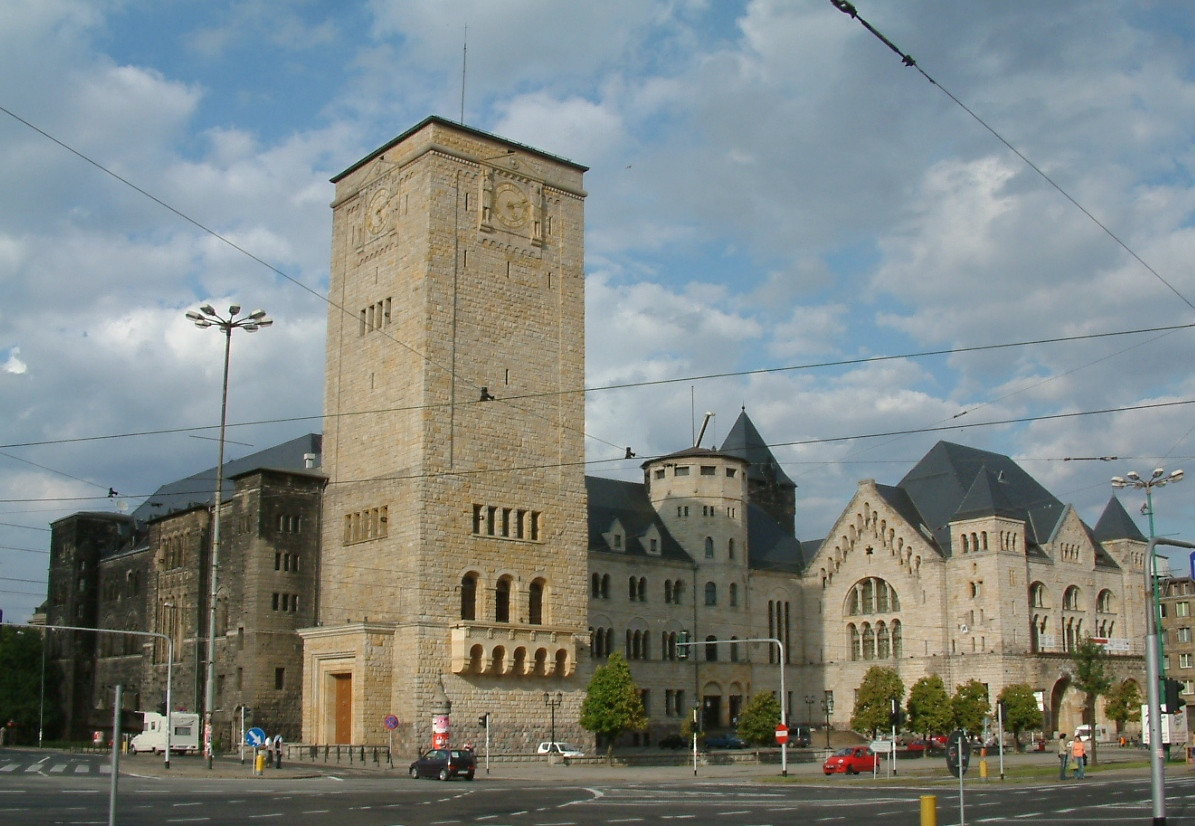
Вигляд замку з південного заходу, з вулиці Святого Мартина
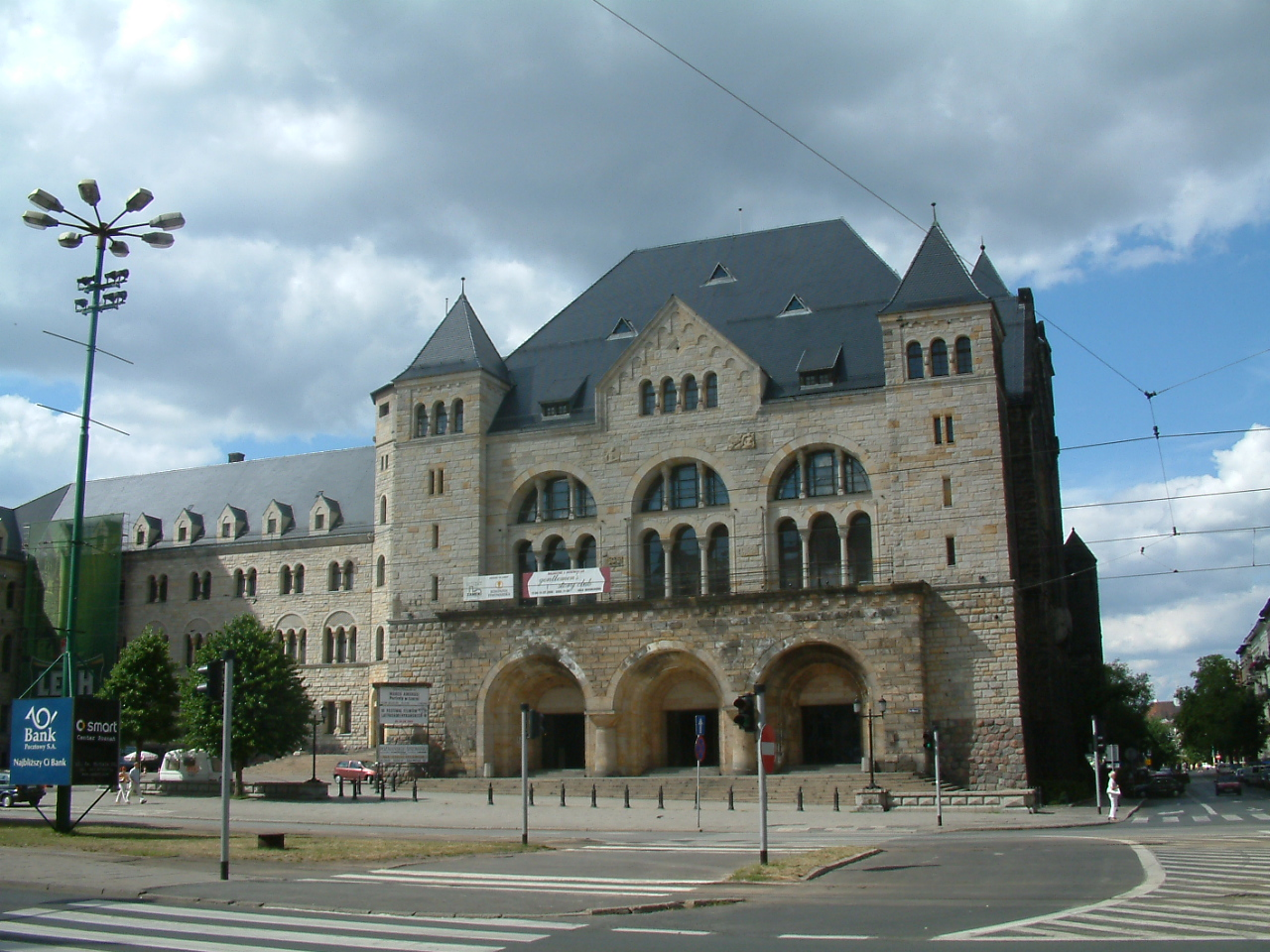
Репрезентаційне крило замку
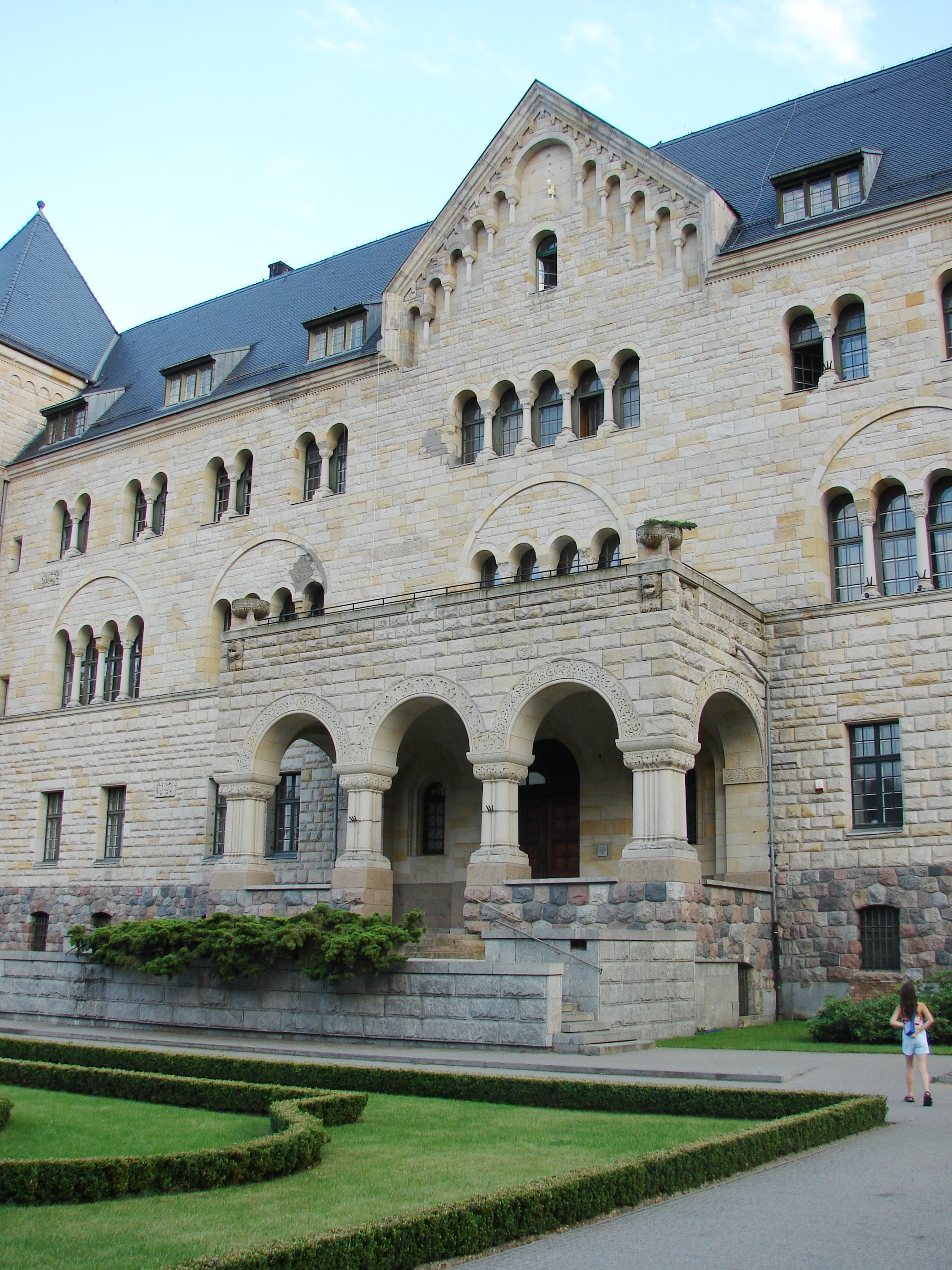
Колишній головний вхід
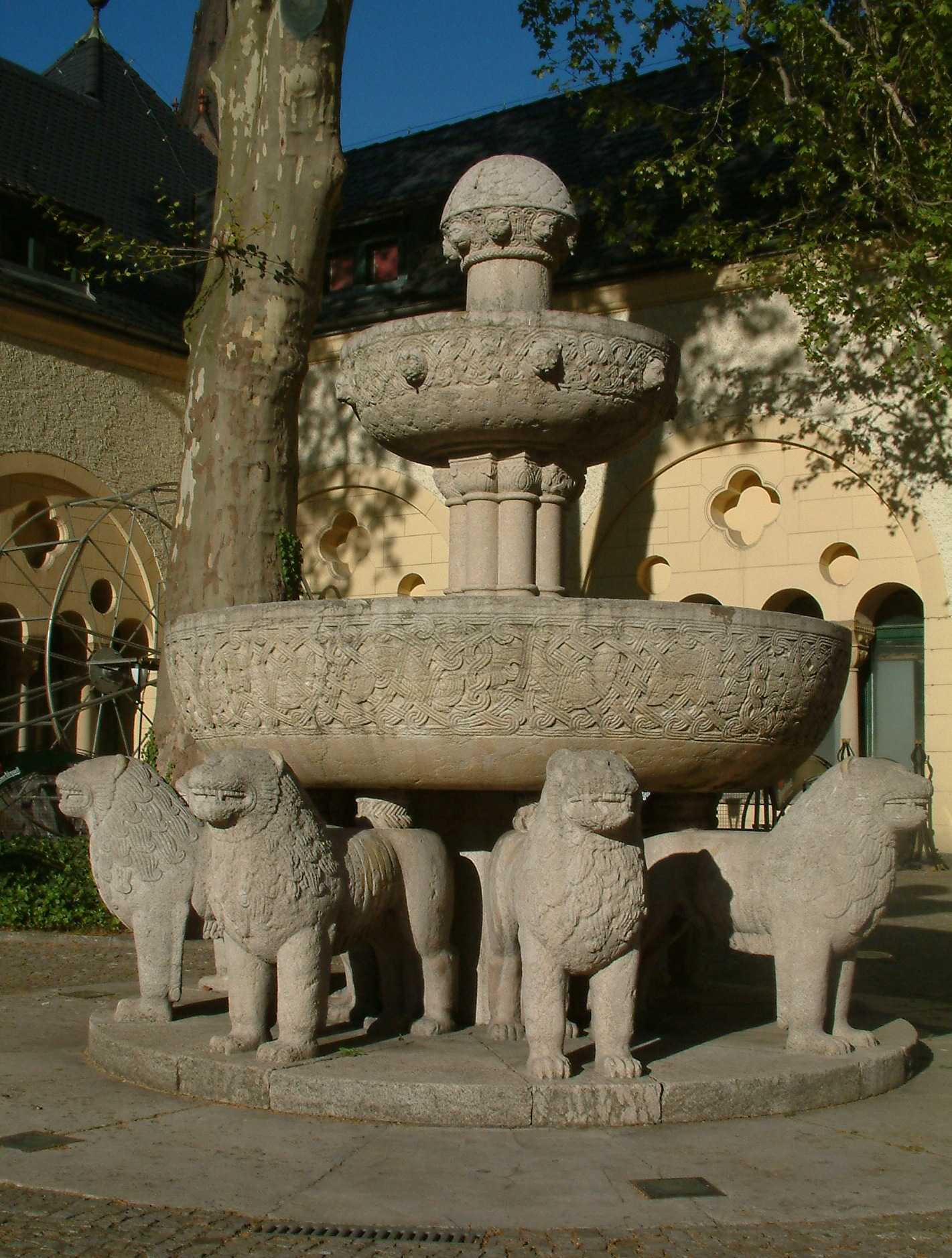
Фонтан левів